# Labeobarbus ruwenzorii
Labeobarbus ruwenzorii é uma espécie de peixe actinopterígeo da família Cyprinidae.
Apenas pode ser encontrada no Uganda.
Os seus habitats naturais são: rios.